# 퀴라소 국제공항

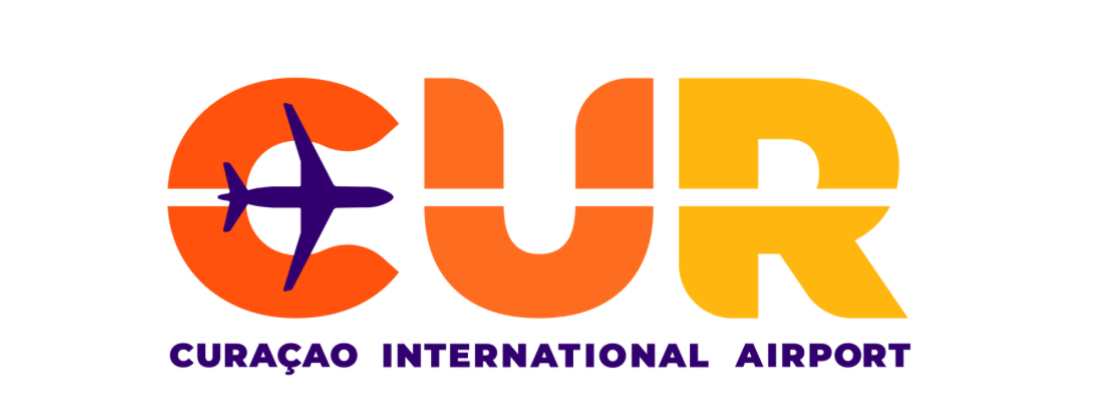
로고

퀴라소 국제공항(영어: Curaçao International Airport) 또는 하토 국제공항(파피아멘토어: Aeropuerto Internashonal Hato, 네덜란드어: Hato Internationale Luchthaven)은 퀴라소에 있는 유일한 공항이다. 공항은 수도 빌렘스타트에서 12km(7.5마일) 떨어진 퀴라소 북쪽 해안에 위치해 있다. 네덜란드령 카리브해 섬인 퀴라소에 위치한 공항은 섬과 유럽, 아메리카, 카리브 제도를 연결한다. 카리브해 지역에서 세 번째로 긴 상업용 활주로를 보유하고 있으며 보잉 747 까지 수용할 수 있다.